# 1610.
1610. je drugo desetletje v 17. stoletju med letoma 1610 in 1619. 